# شیر ایرانی
شیر ایرانی یا شیر آسیایی (نام علمی: Panthera leo leo) یا (نام علمی: Felis leo persicus) جمعیتی از شیرها است که هم‌اکنون تنها در جنگل گیر واقع در گجرات هند یافت می‌شود؛ جایی که به آن «شیر هندی» می‌گویند.
جمعیت شیر در آسیا نخستین بار توسط یوهان نپوموک مایر جانورشناس اهل اتریش به عنوان یک زیرگونه مستقل شیر توصیف علمی شد و Felis leo persicus به معنای شیر ایرانی نام گرفت. این نام بعدها به Panthera leo persica تغییر یافت. یک پژوهش بر اساس شواهد ژنتیکی که توسط آی‌یوسی‌ان در سال ۲۰۱۷ انجام شد نشان می‌دهد که تفاوت چندانی میان شیر ایرانی با شیر بربری منقرض‌شده شمال آفریقا و شیرهای آفریقای مرکزی وجود ندارد و از این رو همه آن‌ها در یک زیرگونه قرار می‌گیرند و Panthera leo leo نامیده می‌شوند.
شیر روزگاری از ایتالیا و یونان در سواحل دریای مدیترانه تا شمال شرقی هندوستان، ایران، شبه‌جزیره عربستان و آسیای میانه پراکندگی داشت اما شکار بیش از حد، آلودگی آب‌ها و کاهش شدید طعمه‌های این جانور به نابودی آن منجر شده تا جایی که امروزه تنها جمعیت باقی‌مانده شیر خارج از آفریقا در هند یافت می‌شود. بر پایه سرشماری سال ۲۰۱۰ حکومت ایالتی گجرات ۴۱۱ قلاده شیر مشاهده شده‌اند که ۵۲ قلاده نسبت به پنج سال قبل افزایش داشته است. بر اساس آخرین سرشماری که در سال ۲۰۱۷ انجام شد، ۶۵۰ قلاده یافت شده است که ۲۳۹ قلاده نسبت به هفت سال پیش از آن، رشد دارد. این جانور در کنار ببر بنگال، پلنگ هندی، پلنگ برفی، و کاراکال یکی از پنج گربه‌سان بزرگ هند است.
شیر ایرانی در ایران منقرض شده است اما پیش از انقلاب ۱۳۵۷ ایران، طرح‌های احیای آن ریخته شد و در سال ۲۰۱۹، با توافق میان باغ وحش ارم و انجمن آبزیگاه و باغ‌وحش‌های اروپا، به ایران بازگشت تا احیای آن در این کشور آغاز شود.‌منبع اول: Hindustan Times
عنوان خبر: Have Asiatic lions from Gujarat found a new home in Diu?
تاریخ انتشار: ۲۷ آوریل ۲۰۲۵
لینک:
https://www.hindustantimes.com/india-news/have-asiatic-lions-from-gujarat-found-a-new-home-in-diu-101739551671533.html
منبع دوم: Times of India
عنوان خبر: Project Lion advancing Asiatic lion conservation...
لینک:
https://timesofindia.indiatimes.com/ahmedabad/project-lion-advancing-asiatic-lion-conservation-and-community-engagement-in-gujarat/articleshow/118645137.cms[منبع:پروژه شیر=منبع: Vygr News
عنوان خبر: Project Lion: Rs 2,900 Crore Conservation Initiative to Protect Asiatic Lions
لینک:
https://www.vygrnews.com/india-news/project-lion--rs-2-900-crore-conservation-initiative-to-protect-asiatic-lions
[منبع:منبع اول:= Hindustan Times
عنوان خبر: Have Asiatic lions from Gujarat found a new home in Diu?
تاریخ انتشار: ۲۷ آوریل ۲۰۲۵
لینک:
https://www.hindustantimes.com/india-news/have-asiatic-lions-from-gujarat-found-a-new-home-in-diu-101739551671533.html
منبع دوم:= Times of India
عنوان خبر: Project Lion advancing Asiatic lion conservation...
لینک:
https://timesofindia.indiatimes.com/ahmedabad/project-lion-advancing-asiatic-lion-conservation-and-community-engagement-in-gujarat/articleshow/118645137.cms

## شیر در تاریخ ایران
شیر در گذشته به عنوان نماد قدرت و پرچم ایران شناخته می‌شد که همین حالا هم پسوند پرشین در آخر جمله لاتین آن مربوط به شیر ایرانی است. در تصاویر و نقوش و حکاکی‌های به جا مانده از دوره‌های تاریخی تصویر شیر به عنوان یکی از مظاهر قدرت و شکوه ایران بوده و محبوب‌ترین حیوان با ابهت که نماد تاریخ و پادشاهان قدرتمند ایران را نشان می‌دهد سر دیس و سر ستون‌های تخت جمشید و طاق بستان و هزاران تصویر و هنر از این حیوان بر روی ظروف و قالیچه‌های به جا مانده نشانگر این است. شیر و خورشید یکی از معروفترین نمادهای ایران است که در زمان شاهان قاجار و پهلوی بر روی پرچم ایران، به معنی قدرت و شکوه ایران و پادشاهان قدرتمند ایران را مطرح می‌شد..

## تفاوت شیر ایرانی و شیر آفریقایی

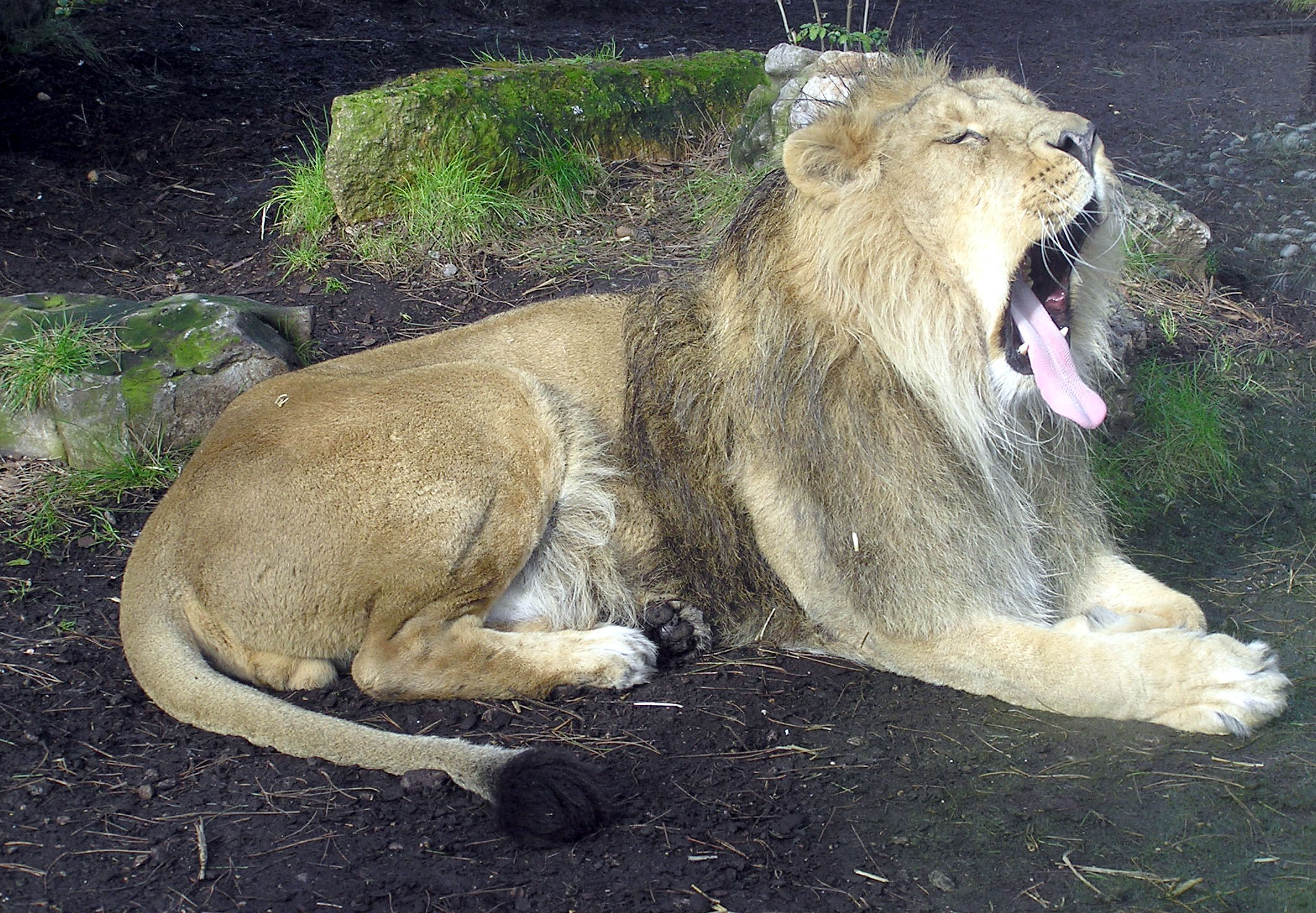
شیر ایرانی در باغ وحش بریستول

شیر آسیایی (ایرانی) در مقایسه با شیر آفریقایی از لحاظ جثه هم اندازه است و میل تهاجمی کمتری دارد. همچنین شیرهای نر ایرانی یال کم‌پشت‌تری در بالای سر دارند که بدین ترتیب می‌توان به آسانی گوش‌هایشان را مشاهده کرد. وجود دو خط شکم کشیده شده و یک چین پوستی در سراسر زیر شکم، بهترین وجوه تمایز شیر ایرانی از شیر آفریقایی هستند؛ زیرا این دو ویژگی منحصر به شیر ایرانی است. شیرهای نر آسیایی بین ۲۰۰ تا ۳۰۰ کیلوگرم و شیرهای ماده بین ۱۳۰ تا ۱۸۰ کیلوگرم وزن دارند و رنگ پوستشان اغلب زرد مایل به قهوه‌ای است.

## انقراض در ایران
شیر در گذشته در دشت‌های ایران بسیار فراوان بود و نماد ملی ایران هم محسوب می‌شد. بیهقی در قرن چهارم و پنجم هجری حوالی بلخ را به عنوان شکارگاهی معرفی می‌کند که مسعود غزنوی به شکار شیر می‌رفته و در یک روز ۸ شیر شکار کرده است که البته با توجه به ادوات شکار آن روزگار، کمی غریب و اغراق‌آمیز به نظر می‌رسد. حمدالله مستوفی هم در ۷۴۰ هجری قمری کامفیروز در نزدیکی شیراز را معدن شیر توصیف کرده است.
اطلاعات ذکر شده سفرنامه‌ها و گزارش‌های محققان نشان می‌دهد که تا حدود ۱۵۰ سال قبل این حیوان در منطقه وسیع و رشته کوه زاگرس، از استان‌های آذربایجان غربی، لرستان، همدان، مرکزی، اصفهان، فارس، کردستان، کرمانشاه، ایلام، کهگیلویه و بویراحمد، چهارمحال و بختیاری، شمال خوزستان (در اندیمشک و دزفول) تا استان‌های کرمان، بوشهر و هرمزگان حضور داشته است. دشت ارژن از بهترین زیستگاه‌های شیر بود. بلنفورد جانورشناس معروف در قرن نوزدهم می‌نویسد: «هر سال تعداد ۴ تا ۵ شیر در منطقه دشت ارژن شکار می‌شد و بچه شیرها را در بازار شیراز به فروش می‌رساندند.»
بدون شک مهم‌ترین دلیل انقراض شیر آسیایی در ایران، شکار بی‌رویه تفریحی آن به دست شاهزادگان سلسله قاجار و افراد محلی و نظامیان و مستشاران خارجی بوده است. البته تخریب و اشغال زیستگاه‌های طبیعی آن توسط انسان و کم شدن طعمه نقش بسزایی در وقوع این فاجعه زیست‌محیطی تا حدودی برگشت‌ناپذیر داشته است.
بر اساس یک روایت، آخرین شکار شیر در ایران توسط ظل‌السلطان پسر ناصرالدین شاه انجام شده اما خود او در خاطراتش (که در ۱۳۲۳ ه‍.ق تنظیم شده) به حسرت در شکار شیر اشاره کرده است. ظل‌السلطان که شکارکشی‌های دیوانه‌وار او بسیار معروف است، در این کتاب گفته که در دشت ارژن به شکار شیر می‌رود و علی‌رغم جرگه کردن منطقه با ۱۰ هزار نفر، موفق نمی‌شود شیری شکار کند. او همچنین ضمن توصیف رود قره‌آغاج (در جنوب شیراز) می‌نویسد: «شیر فراوان و زیاد است ولی از قراری که شنیدم به قرب پانزده سال است که دیگر هیچ شیری در شیراز دیده نشده است.» به علاوه، این شاهزاده قاجار به منطقه کام‌فیروز اشاره می‌کند که با سران ایل قشقایی برای شکار شیر می‌رود. آن‌ها دو شیر شکار می‌کنند اما ظل‌السلطان دست خالی برمی‌گردد.
گزارش‌هایی از مشاهده شیر در اواسط قرن بیستم هم در دست است. مشاهده یک ماده شیر در سال ۱۹۴۱ یا ۴۲ در ۶۴ کیلومتری شمال دزفول توسط یک نقشه‌بردار هندی قشون انگلیس یکی از آخرین گزارش‌هاست. بر اساس یکی از منابع برای واپسین بار شیر ایرانی در پیرامون دزفول از سوی مهندسان آمریکایی که مشغول ساخت راه‌آهن در خوزستان بودند، دیده شده است و احتمالاً تا چند سال پس از آن نیز چنین شیری در ایران وجود داشته است. در سال ۱۳۹۸ یک شیر آسیایی نر به نام هیرمان که جد آن توسط ناصرالدین شاه قاجار به ملکه بریتانیا هدیه شده بود و یک ماده شیر آسیایی به نام ایلدا از باغ وحش دوبلین به باغ وحش ارم منتقل شدند تا امیدهایی برای احیای نسل شیر ایرانی حداقل به صورت حصرشده زنده گردد.

## شیر ایرانی در هنر
در نقش برجسته‌های تخت جمشید، تصاویری از شیر ایرانی، در حال شکار گاوی نر یا پادشاه هخامنشی در حال شکار شیر ایرانی، روی سنگ‌ها حجاری شده است. در اردبیل ورودی مقبره شیخ جبرائیل پدر شیخ صفی‌الدین اردبیلی نقوشی از شیر ایرانی دیده می‌شود.
در گورستانی در «زلقی» واقع در شرق لرستان سنگ قبرهایی با مجسمه شیر ایستاده و غران موسوم به «شیر سنگی» یا به گویش محلی «بردشیر» وجود دارد که تحت حفاظت میراث فرهنگی استان لرستان قرار دارد.
شهرستان ایذه در شمال خوزستان میزبان شیرهای سنگی است. در روستای کوهباد قبرهای قدیمی با سنگ قبرهایی به شکل شیر ایرانی با آیاتی ازقرآن و شمشیر علی بن ابیطالب ذوالفقار روی تنه شیرها تزیین شده است.
در نقوش شکارگاه‌ها و فرش‌های دستباف ایرانی شیرهای ایرانی دیده می‌شوند. در مینیاتورهای خمسه نظامی بهرام گور در حال شکار شیر ایرانی به تصویر کشیده شده است.

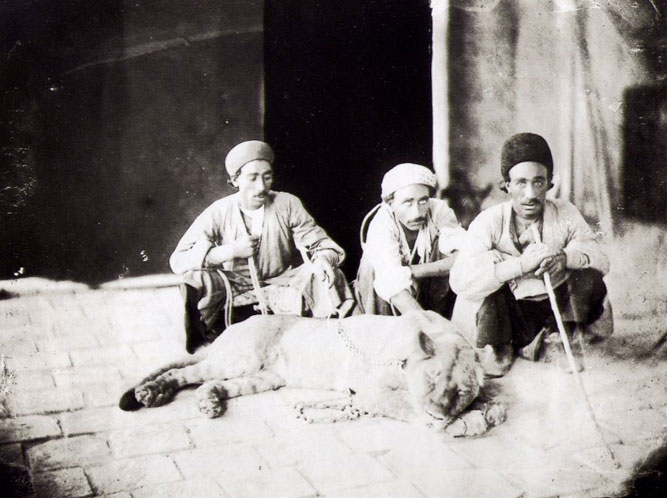
توله شیر ایرانی، اواخر دوره قاجار

## بازگشت به میهن
شیر ایرانی پس از ۸۰ سال در ۱۱ اردیبهشت ۱۳۹۸ به ایران بازگشت که در باغ وحش ارم نگهداری می‌شود اما در نهایت پروژه احیای شیر ایرانی با شکست مواجه شد زیرا در ۴ مرداد ۱۴۰۴ ، هیرمان ، تنها شیر نر ایرانی در سرزمین ایران از دست داده شد

## نگارخانه

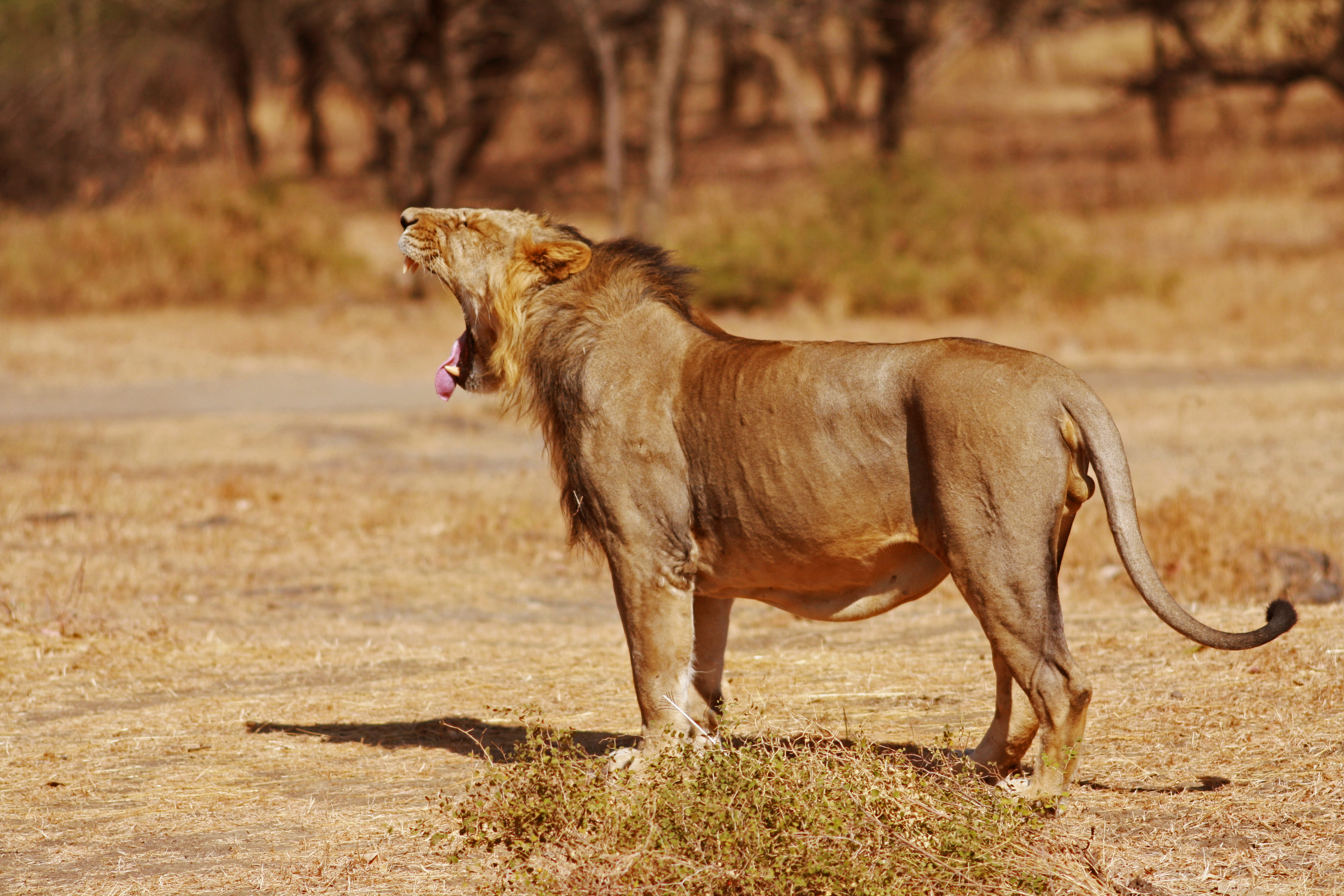
شیر ایرانی در حال غرش

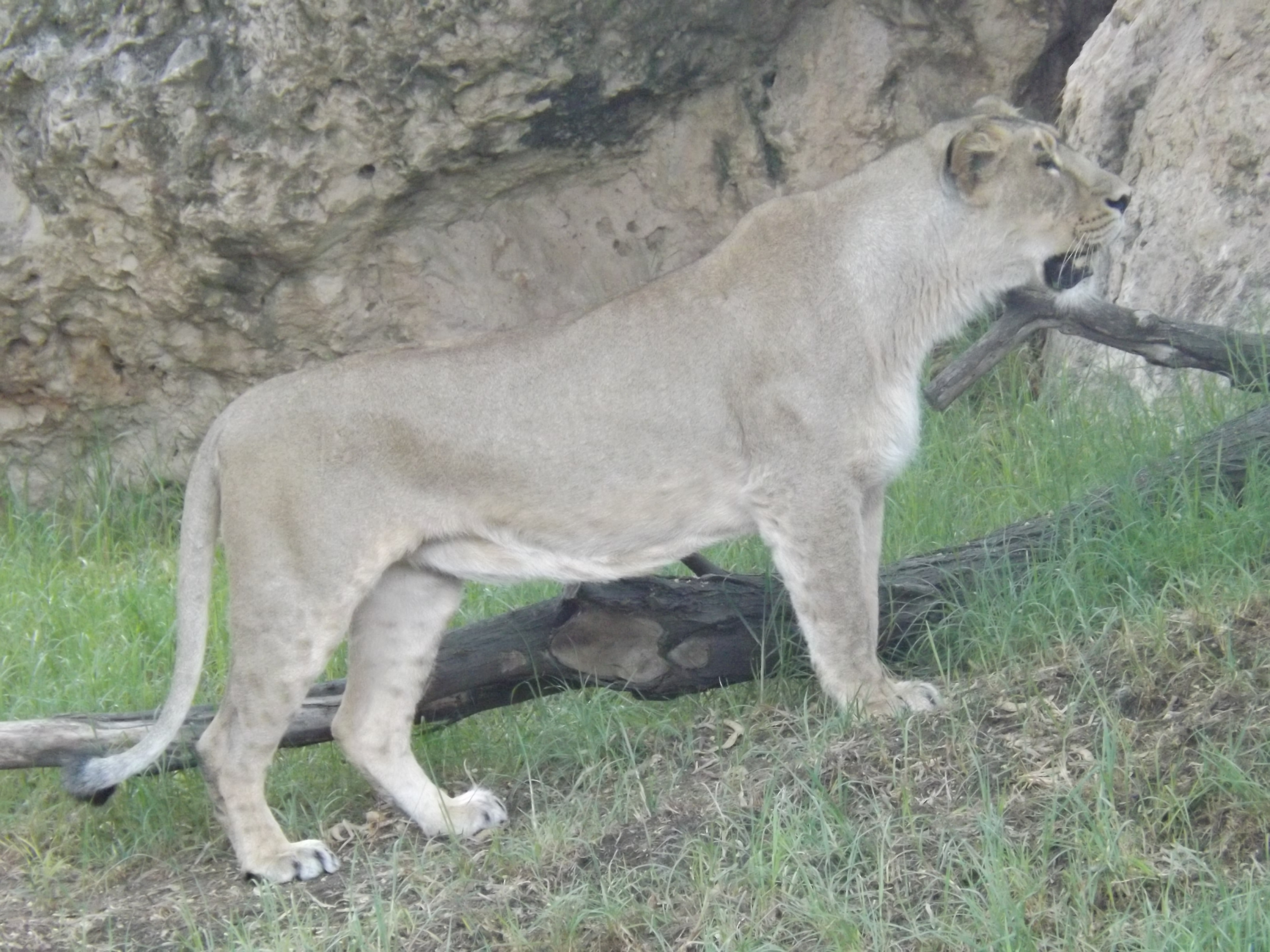
شیر ماده ایرانی

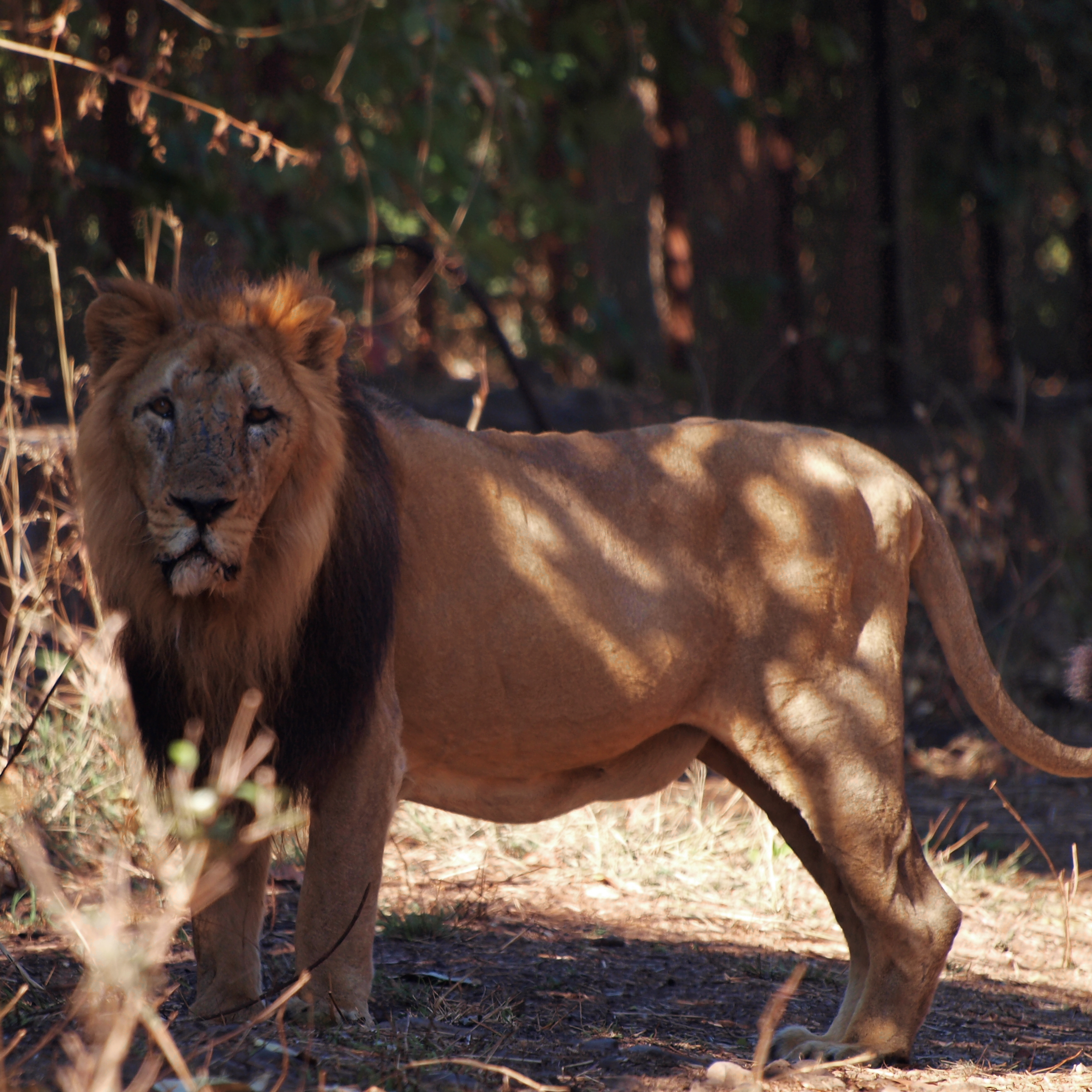
^{شیر ایرانی}